# 姚嘉雯
姚嘉雯（1985年7月6日—），前名姚佳雯，前香港亞洲電視合約女藝員。興趣為唱歌、游泳、踩單車。曾於瑞士及新加坡留學。是一名碩士學生。2008年參選2008亞洲小姐競選，奪得完美體態大獎，並以137,610票當選冠軍（當屆亞洲小姐是以全球觀衆投票所選出）。亦曾於2004年及2006年先後參選中華小姐競選及亞洲小姐競選內地賽區華南賽區。姚嘉雯曾經與現任無綫電視當家小生陳展鵬拍拖而相識，於2012年與中國李姓地產商人註冊結婚。

## 演出作品

### 節目主持（亞洲電視）
- 2009年《時尚生活Guide》
- 2009年《開心大發現2009》
- 2009年《御膚術》
- 2010年《星級享受之旅》
- 2010年《葡萄新貴族》
- 2010年《杭州好味道》
- 2011年《品味珠三角》
- 2011年《四季養生堂》
- 2011年《尋找百姓家》
- 2011年《亞姐睇樓》
- 2011年-2012年《蔡瀾亞洲一樂也》
- 2012年《ATV2012感動香港人物推選》

### 宣傳片（亞洲電視）
- 2009年《MERRY CHRISTMAS AND HAPPY NEW YEAR》
- 2009年《麻辣鮮師》（與顏子菲合作）
- 2009年《延續美麗光輝2009：亞洲小姐競選》
- 2009年《2009亞洲小姐競選　港澳特區賽區　同一片天空　不同的美麗　現已接受報名》

### 參與節目
- 2009年：《on.cc - ontv》（搭擋:顏子菲）（東方報業集團）
- 2009年：《娛樂開CHAT》 （蘋果日報）
- 2009年：《財神到》（第三集嘉賓）（亞洲電視）

### 電影
- 2010年《綫人》，飾演滄東同事

## 獎項
- 2004年 中華小姐競選總決賽 ——最具人氣獎
- 2004年 中華小姐環球大賽——最具網絡人氣獎
- 2004年 國際小姐世界大會陕西賽區——最佳禮儀獎
- 2005年 環球洲際小姐中國總决賽——亞軍
- 2005年 環球洲際小姐中國總决賽——才藝優秀奖
- 2006年 亞洲小姐競選內地賽區華南賽區 ——冠軍
- 2008年 第13屆全球旅遊小姐大賽 ——世界友誼小姐
- 2008年 亞洲小姐競選總決賽 ——完美體態大獎
- 2008年 亞洲小姐競選總決賽 ——冠軍